# AdBlock
AdBlock là một tiện ích mở rộng lọc nội dung và chặn quảng cáo trên các trình duyệt Google Chrome, Apple Safari (desktop và mobile), Firefox, Opera, và Microsoft Edge. AdBlock cho phép người dùng ngăn các thành phần trang, chẳng hạn như quảng cáo, được hiển thị. Nếu công ty quảng cáo trả phí, AdBlock sẽ coi đó là "chấp nhận được" và hiển thị quảng cáo cho cơ sở người dùng của mình. Tải xuống và sử dụng miễn phí và bao gồm tùy chọn quyên góp cho các nhà phát triển. Tiện ích mở rộng AdBlock được tạo vào ngày 8 tháng 12 năm 2009, đó là ngày hỗ trợ cho tiện ích mở rộng được thêm vào Google Chrome.
Những nỗ lực của AdBlock không liên quan đến Adblock Plus. Nhà phát triển của AdBlock, Michael Gundlach, tuyên bố đã lấy cảm hứng từ tiện ích mở rộng Adblock Plus cho Firefox, bản thân nó dựa trên Adblock gốc đã ngừng phát triển năm 2004.
Từ năm 2016 AdBlock đã dựa trên mã nguồn Adblock Plus.

## Các tính năng
AdBlock hoạt động giống như Adblock Plus và nhiều tiện ích mở rộng chặn quảng cáo khác. So với Adblock Plus, AdBlock lại có thêm tính năng chặn quảng cáo tại những nơi trên trang web mà nó vẫn xuất hiện mà ta đã kích hoạt tính năng chặn quảng cáo trên website đó. Nó cũng có thêm chức năng tạo những quảng cáo ngoài lề (không gây khó chịu) tự động với một số website cần có một chút quảng cáo, nếu người dùng cảm thấy không thích hoặc khó chịu thì chỉ cần nháy chuột vào biểu tượng AdBlock trên màn hình của Trình duyệt và chọn phần "Chặn quảng cáo trên trang web này" thì sẽ có một bảng thông báo nhỏ với một khung màu xanh, ta chỉ cần con trỏ chuột vào những nơi mà quảng cáo xuất hiện thì lập tức khung màu xanh dương sẽ hiển thị bao trùm lên toàn bộ quảng cáo đó rồi nhấn phím OK, nó sẽ hiển thị 1 hộp thông báo với cái cần gạt ngang là nó giúp người dùng điều chỉnh làm sao cho quảng cáo bị che khuất hoàn toàn theo ý muốn và nhấn "Chặn" thì trang web có hiển thị một số quảng cáo mà đã chặn thì sẽ bị chặn. Người dùng có thể tắt tính năng này

## Gọi vốn
Gundlach đã phát động một chiến dịch gây quỹ trên Crowdtilt tháng 8/2013 để tài trợ cho một chiến dịch quảng cáo nhằm nâng cao nhận thức về việc chặn quảng cáo và thuê một bảng quảng cáo tại Times Square. Sau chiến dịch một tháng, nó đã huy động được $55.000.

## Bán và Acceptable Ads
AdBlock đã được bán cho một người mua ẩn danh vào năm 2015 vào ngày 15 tháng 10 năm 2015, tên của Gundlach đã bị gỡ xuống khỏi trang web. Trong các điều khoản của thỏa thuận, nhà phát triển ban đầu Michael Gundlach đã để lại việc điều hành hoạt động cho giám đốc kế tiếp của Adblock, Gabriel Cubbage, và kể từ ngày 2 tháng 10 năm 2015, AdBlock bắt đầu tham gia vào chương trình Acceptable Ads (Quảng cáo chấp nhận được). Acceptable Ads xác định quảng cáo "không gây phiền nhiễu" mà AdBlock hiển thị theo mặc định. Mục đích là cho phép quảng cáo không xâm lấn, để duy trì hỗ trợ cho các trang web dựa vào quảng cáo như một nguồn thu chính hoặc cho các trang web có thỏa thuận với chương trình.

## Bộ lọc
AdBlock sử dụng cú pháp bộ lọc tương tự như Adblock Plus for Firefox và thực sự hỗ trợ đăng ký bộ lọc Adblock Plus. Đăng ký bộ lọc có thể được thêm từ danh sách đề xuất trong tab "Filter Lists" của trang tùy chọn AdBlock hoặc bằng cách nhấp vào liên kết đăng ký tự động Adblock Plus.

## Hợp tác với Amnesty International
Ngày 12 tháng 3 năm 2016, để hỗ trợ Ngày Thế giới Chống Kiểm duyệt Điện tử, và hợp tác với Ân xá Quốc tế, thay vào các quảng cáo bị chặn, AdBlock thay thế các quảng cáo bằng các banner liên kết đến các bài viết trên website của Ân xá Quốc tế, được viết bởi những nhà đấu tranh cho tự do ngôn luận nổi tiếng như Edward Snowden, để nâng cao nhận thức về kiểm duyệt trực tuyến do chính phủ áp đặt và các vấn đề riêng tư kỹ thuật số trên toàn thế giới.
Chiến dịch đã được phản hồi với cả lời khen ngợi và chỉ trích, với CEO AdBlock, Gabriel Cubbage, bảo vệ quyết định trong một bài tiểu luận trên trang web của AdBlock, nói rằng "Chúng tôi sẽ hiển thị cho bạn các biểu ngữ Ân xá, chỉ vì hôm nay, vì chúng tôi tin rằng người dùng nên là một phần của Cuộc trò chuyện về quyền riêng tư trực tuyến. Ngày mai, những không gian đó sẽ lại bị bỏ trống. Nhưng hãy dành một chút thời gian để xem xét rằng trong một thế giới ngày càng có nhiều thông tin, khi quyền riêng tư kỹ thuật số của bạn bị đe dọa, thì quyền của bạn được thể hiện tự do." Trong khi đó, Simon Sharwood của The Register đã mô tả vị trí của Cubbage là "'Bạn nên điều khiển máy tính của mình … ngoại trừ khi chúng tôi cảm thấy chính trị ', nói với CEO AdBlock".

## AdBlock for Firefox
Ngày 13/9/2014, nhóm AdBlock đã phát hành phiên bản cho người dùng Firefox, port từ mã của phiên bản cho Google Chrome, được phát hành theo giấy phép phần mềm tự do giống như Adblock gốc. Phần mở rộng đã bị xóa bỏ ngày 2/4/2015 bởi quản trị viên của Mozilla Add-ons.
Bài viết cơ sở kiến thức của trang web chính thức ngày 7 tháng 12 năm 2015 nói rằng từ phiên bản 44 trở lên của Firefox desktop và Firefox Mobile, AdBlock sẽ không được hỗ trợ. Phiên bản cuối cùng của Adblock cho các nền tảng đó sẽ hoạt động trên các phiên bản cũ hơn của Firefox.
AdBlock đã được phát hành lại trên Mozilla Add-ons ngày 17/10/2016.

## CatBlock
Ngày 1 tháng 4 năm 2012, nhà phát triển đã tinh chỉnh mã để hiển thị LOLcats thay vì chỉ chặn quảng cáo. Ban đầu được phát triển như một trò đùa Cá tháng Tư ngắn ngủi, phản hồi rất tích cực đến nỗi CatBlock tiếp tục được cung cấp dưới dạng một tiện ích bổ sung tùy chọn được hỗ trợ bởi đăng ký hàng tháng.
Vào ngày 23 tháng 10 năm 2014, nhà phát triển đã quyết định chấm dứt hỗ trợ chính thức cho CatBlock và biến nó thành nguồn mở, theo giấy phép GPLv3, như là phần mở rộng ban đầu.